# ادوین والدرو
ادوین والدرو (اسپانیایی: Edwin Valero‎; ۳ دسامبر ۱۹۸۱ – ۱۹ آوریل ۲۰۱۰) بوکسور اهل ونزوئلا بود.